# Гусиная Поляна
Гуси́ная Поля́на (укр. Гусина Поляна) — село,
Боровской сельский совет,
Змиёвский район,
Харьковская область, Украина.
Код КОАТУУ — 6321781003. Население по переписи 2001 года составляет 623 (280/343 м/ж) человека.

## Географическое положение
Село Гусиная Поляна находится на правом берегу реки Уды, выше по течению на расстоянии в 3 км расположен пгт Хорошево, ниже по течению примыкают сёла Петрищево и Боровая, на противоположном берегу пгт Васищево.
Русло реки извилисто, образует много лиманов и озёр.
Рядом с селом железнодорожная остановка Васищево.
К селу примыкает большой лесной массив лес Чёрный.

## История
- 1903 - год основания. Название села возникло от урочища Гусиная Поляна, которое упоминалось ещё в XVII веке[1]
- В  1940 году, перед ВОВ, Гусиная Поляна - хутор с 76-ю дворами.[2]

## Экономика
- Свинотоварная ферма.

## Объекты социальной сферы
- Школа.
- Фельдшерско-акушерский пункт.